# José Bonifácio Nascente de Azambuja
José Bonifácio Nascente de Azambuja (1814 — 1877) foi um político brasileiro.
Foi presidente da província do Espírito Santo, de 9 de julho de 1851 a 16 de novembro de 1852. Foi também presidente da Bahia, de 21 de junho de 1867 a 26 de julho de 1868.